# Alfredo Rizzo (Leichtathlet)
Alfredo „King Alfred“ Rizzo (* 1. Juli 1933 in Mailand; † 7. Februar 2023) war ein italienischer Leichtathlet.

## Karriere
Alfredo Rizzo gewann in seiner Karriere sechs italienische Meistertitel, davon jeweils drei über 1500 m (1959–1961) und 3000 m Hindernis (1958, 1963 und 1964). Darüber hinaus startete er bei den Europameisterschaften 1958 und 1962 jeweils über 1500 m. Er bestritt zwischen 1957 und 1965 insgesamt 27 Länderkämpfe für Italien und nahm an den Olympischen Sommerspielen 1960 in Rom im Wettkampf über 1500 m teil.